# Jeroklis Stoltidis
Jeroklis Stoltidis (gr.: Ιεροκλής Στολτίδης; ur. 2 lutego 1975 w Mawrodendri) – grecki piłkarz występujący na pozycji pomocnika.

## Kariera klubowa
Stoltidis karierę rozpoczynał w 1992 roku w pierwszoligowym Iraklisie. W lidze zadebiutował 10 października 1992 w przegranym 1:3 meczu z Panachaiki. Graczem Iraklisu był przez 11 sezonów, do 2003 roku. Następnie odszedł do także pierwszoligowego Olympiakosu. Pięć razy wywalczył z nim mistrzostwo Grecji (2005, 2006, 2007, 2008, 2009), dwa razy wicemistrzostwo Grecji (2004, 2010) oraz cztery razy Puchar Grecji (2005, 2006, 2008, 2009). W 2010 roku został zawodnikiem Kerkiry, również występującej w pierwszej lidze. Spędził tam sezon 2010/2011, po czym zakończył karierę.

## Kariera reprezentacyjna
W reprezentacji Grecji Stoltidis zadebiutował 13 listopada 1999 w wygranym 2:0 towarzyskim meczu z Nigerią. W latach 1999–2000 w drużynie narodowej rozegrał 6 spotkań.
W 2004 roku został powołany do kadry U-23 na letnie igrzyska olimpijskie, zakończonych przez Grecję na fazie grupowej. Wystąpił na nich we wszystkich spotkaniach swojej drużyny: z Koreą Południową (2:2), Mali (0:2) i Meksykiem (2:3; gol).